# Lasiurus castaneus
Lasiurus castaneus és una espècie de ratpenat de la família dels vespertiliònids. Viu al Brasil, Costa Rica i Panamà. No es disposa d'informació sobre el seu hàbitat natural. Es desconeix si hi ha cap amenaça significativa per a la supervivència d'aquesta espècie.